# Tiencsin pályaudvar
A Tiencsin pályaudvar (egyszerűsített kínai írással: 天津站; pinjin: Tiānjīn Zhàn) egy vasútállomás Tiencsin városban, Kínában.

## Története
A pályaudvart 1888-ban kezdték el építeni és 1987 és 1988 között építették át. Az állomásra érkeznek a Peking–Tiencsin vasútvonalon közlekedő nagysebességű CRH3 motorvonatok Pekingből.

## Megközelítése
Az állomást érinti a tiencsini metró kettes, hármas és kilences vonala.

## Vasútvonalak
Az állomást az alábbi vasútvonalak érintik:
- Tiencsin-Csinhuangtao nagysebességű vasútvonal
- Peking–Tiencsin nagysebességű vasútvonal
- Tiencsin-Sanhajkuan-vasútvonal

## Kapcsolódó állomások
A vasútállomáshoz az alábbi állomások vannak a legközelebb:
- Wuqing railway station (Beijing South Railway Station, Peking–Tiencsin nagysebességű vasútvonal)
- Junliangcheng North railway station (Binhai railway station, Peking–Tiencsin nagysebességű vasútvonal)
- Tiencsin Nyugati pályaudvar (Tiencsin Nyugati pályaudvar, Tiencsin-Csinhuangtao nagysebességű vasútvonal)
- Junliangcheng North railway station (Qinhuangdao railway station, Tiencsin-Csinhuangtao nagysebességű vasútvonal)
- Tianjin North railway station (Nancang állomás, Tiencsin-Sanhajkuan-vasútvonal)
- Zhangguizhuang Railway Station (Shanhaiguan railway station, Tiencsin-Sanhajkuan-vasútvonal)